# Калагалі
Калагалі (груз. ქალაღალი) — село в Грузії.
За даними перепису населення 2014 року в селі проживає 292 особи.